# Heidi Kleven
Heidi Mariann Kleven Bondal (ur. 29 kwietnia 1968) – norweska zapaśniczka walcząca w stylu wolnym. Zajęła czwarte miejsce na mistrzostwach świata w 1987 i piąte w 1989. Mistrzyni Europy w 1988 roku.
Mistrzyni Norwegii w latach 1984-1989.